# Gaston Eyskens
Gaston Eyskens (Lier, 1 d'abril de 1905 − Lovaina, 3 de gener de 1988) va ser un polític belga.
Professor de la Universitat Catòlica de Lovaina (1931), va començar la seva carrera política com a diputat pel districte Catòlica de Lovaina el 1939. Ministre d'Hisenda en 1945 fins a 1947 i 1965 (sota els governs d'Achille Van Acker, Paul-Henri Spaak i Pierre Harmel), va ser nomenat Ministre d'Estat el 1963. El 1949, durant la qüestió reial, va formar el seu primer govern i es va convocar el referèndum de Bèlgica de 1950 per permetre el retorn i la restauració de Leopold III de Bèlgica el 12 de març de 1950, que va ser aprovat pel 57,68% dels votants. La seva coalició amb els liberals va acabar el 8 de juny de 1950.
Va tornar al cap d'un govern el 1958, per dos legislatures consecutives, però incompletes. Amb l'Escola de Pacte, el seu govern establí les bases per a l'educació per la pau. Altres moments importants: l'expansió de les lleis de 1959 i la independència del Congo el juny de 1960, i en poques setmanes l'exèrcit belga i, posteriorment, una força d'intervenció de les Nacions Unides van evacuar la major part dels més de 80.000 belgues que encara treballaven i vivien al Congo. Les reaccions adverses (incloses les vagues) en l'"Acta Única", que va derrocar el seu govern. De 1968 a 1972 va ser de nou Primer Ministre. Va treure el gran projecte de revisió de la Constitució de Bèlgica. Va presidir última vegada 21 de gener de 1972 a 22 de novembre d'aquell any però el govern es va esfondrar pel problema de Fourons. Més tard va esser nomenat vescomte pel Rei de Bèlgica.

## Els seus governs
- 1r govern 11 d'agost de 1949 fins al 8 de juny de 1950, social-cristià;
- 2n govern del 26 de juny de 1958 al 6 de novembre de 1958, social-cristià;
- 3r govern del 6 de novembre de 1958 fins al 3 setembre de 1960, coalició social-cristiana/liberal;
- 4t govern del 3 setembre de 1960 fins al 25 d'abril de 1961, coalició social-cristiana/liberal;
- 5é govern 17 juny de 1968 fins al 20 de gener de 1972, coalició social-cristiana/socialista;
- 6é govern del 20 de gener, 1972 fins a 26 gener 1973, coalició social-cristiana/socialista;